# 경상국립대학교 사범대학 부설중학교
경상국립대학교 사범대학 부설중학교(慶尙國立大學校 師範大學 附設中學校)는 대한민국 경상남도 진주시 가좌동에 있는 국립 중학교이다.

## 학교 연혁
- 1983년 4월 21일 : 경상대학교 사범대학 부속중·고등학교 설립 인가(중 5학급, 고 3학급)
- 1983년 12월 13일 : 학칙인가
- 1984년 3월 1일 : 초대 허종주 교장 취임
- 1984년 3월 4일 : 개교 및 입학식
- 1987년 2월 14일 : 제1회 졸업식 (졸업생수 328명)
- 1987년 3월 1일 : 부속중·고등학교 분리
- 1993년 9월 16일 : 18학급 인가
- 2001년 3월 1일 : ‘경상대학교사범대학부설중학교’ 로 교명 변경
- 2002년 3월 1일 : 신축 교사로 이전(칠암동→가좌동)
- 2001년 3월 1일 : ‘경상국립대학교사범대학부설중학교’ 로 교명 변경
- 2022년 3월 1일 : 제14대 김경 교장 취임
- 2022년 12월 29일 : 제37회 졸업식(졸업생 수 172명, 누계 9,201명)
- 2023년 3월 2일 : 제40회 입학식(신입생 171명)

## 참고 자료
- 경상국립대학교 사범대학 부설중학교 - 한국교육학술정보원 학교알리미